# Freikaiserwagen
Der Freikaiserwagen war ein 500-cm³-Rennwagen aus dem Jahre 1948.
Der Freikaiserwagen wurde nach dem britischen Rennfahrer Joe Fry benannt. Fry, der vor allem Bergrennen fuhr, ließ das Fahrzeug von Dick Caesar konstruieren. Caeser, der auch die Iota-Rennwagen konzipiert hatte, griff bei seinem Entwurf auf einen Iota P1 zurück.
Zuerst hatte der Wagen einen Cross-Drehschieber-Mittelmotor, der aber ständig überhitzte und durch ein Jap-Triebwerk ersetzt wurde. Das Chassis war aus Aluminium und extrem leicht. Mit dem Freikaiserwagen erzielte Fry einige Erfolge, verunglückte damit aber 1950 bei einem Rennen in Blandford tödlich. Das Wrack wurde vom britischen Sammler und Hobbyrennfahrer Jack Moor neu aufgebaut. Moor ersetzte die Jap-Maschine durch ein Norton-Triebwerk und baute die hintere Aufhängung auf doppelte Querlenker um. Er nannte den Rennwagen „Wasp“ und bestritt damit in den 1950er-Jahren Amateurrennen.